# Gentille Assih
Gentille Assih de son nom complet Gentille Assih Menguizani , est une réalisatrice de cinéma togolaise née le 2 avril 1979 à Lomé.

## Biographie
Gentille Assih, est une autrice-réalisatrice  d’origine togolaise, née à Lomé le 2 avril 1979,,.
Passionnée par le cinéma, elle suit une  formation de technicienne en infographie et en direction photo en 2001. En 2006, elle a étudié l’écriture et la réalisation de film documentaire de création avec Africadoc à St Louis du Sénégal ,. Elle poursuit en même temps un BTS en communication à l’Institut Africain d’Études Commerciales. En 2009, elle décroche une licence en Gestion des Ressources Humaines,,. Dans ses œuvres, elle n’hésite pas, quand il le faut, à aborder des enjeux tabous et difficiles à nommer ou à raconter. Sa quête : mettre en images les problématiques et les maux de la société dans l’espoir de contribuer à l’amélioration de la condition humaine, tout en montrant une vision positive de l’humain.
En 2021, Assih a été l'un des récipiendaires des 25 premiers prix des immigrants canadiens.

## Récompenses
Lors de la 14e édition du festival des Cinémas d'Afrique d'Angers (France), son film Le Rite, la Folle et moi a remporté le Prix du Public du meilleur film documentaire 2013.

## Filmographie
- Bidenam, l’espoir d’un village (Fiction, 24 min, 2008), auteure-réalisatrice-productrice
- Itchombi (documentaire, 52 min, 2009), auteure-réalisatrice
- Le Rite, la Folle et moi (documentaire, 86 min, 2012), auteure-réalisatrice[5],[6]
- Kasaleo, Film, 2024
- Sortir de l'ombre, Film, 2020

## Présentation dans les festivals
- Bidenam, l’espoir d’un village :
  - Festival International de cinéma Vues d’Afrique (Montréal), 2010 - Prix du jury
  - Festival international du film de Durban (Afrique du Sud), 2010
  - Festival de cinéma Images du Sud Gatineau, 2010
- Itchombi :
  - Festival international de documentaire anthropologique d’Estonie - Prix du meilleur film scientifique
  - Festival du film Ethno de l’Université de Montréal, 2010 - Prix du meilleur documentaire
  - Festival Pointdoc, Paris (France), 2012 - Coup de cœur du jury
  - États généraux du film documentaire, Lussas (France), 2009
- Le Rite, la Folle et moi :
  - Festival des Cinémas d’Afrique du Pays d’Apt (France)
  - Festival des trois continents, Nantes (France), 2012 - hors compétition
  - Göteborg Film Festival, Suède, 2013
  - Festival de Film africain de Louxor (Égypte), 2013 - Compétition internationale
  - Festival Cinémas d’Afrique, Angers (France), 2013 - Prix du meilleur documentaire.
  - États généraux du Film documentaire, Lussas (France), 2012